# Cineteatro Éden
O Cineteatro Éden é um edifício situado na Praça dos Restauradores, em Lisboa, Portugal. Desenhado pelo arquiteto Cassiano Branco e assinado por Carlos Florêncio Dias, é um dos mais conhecidos marcos da arquitectura de estilo art déco em Portugal.

## História

### Antecedentes

#### Garage Beauvalet

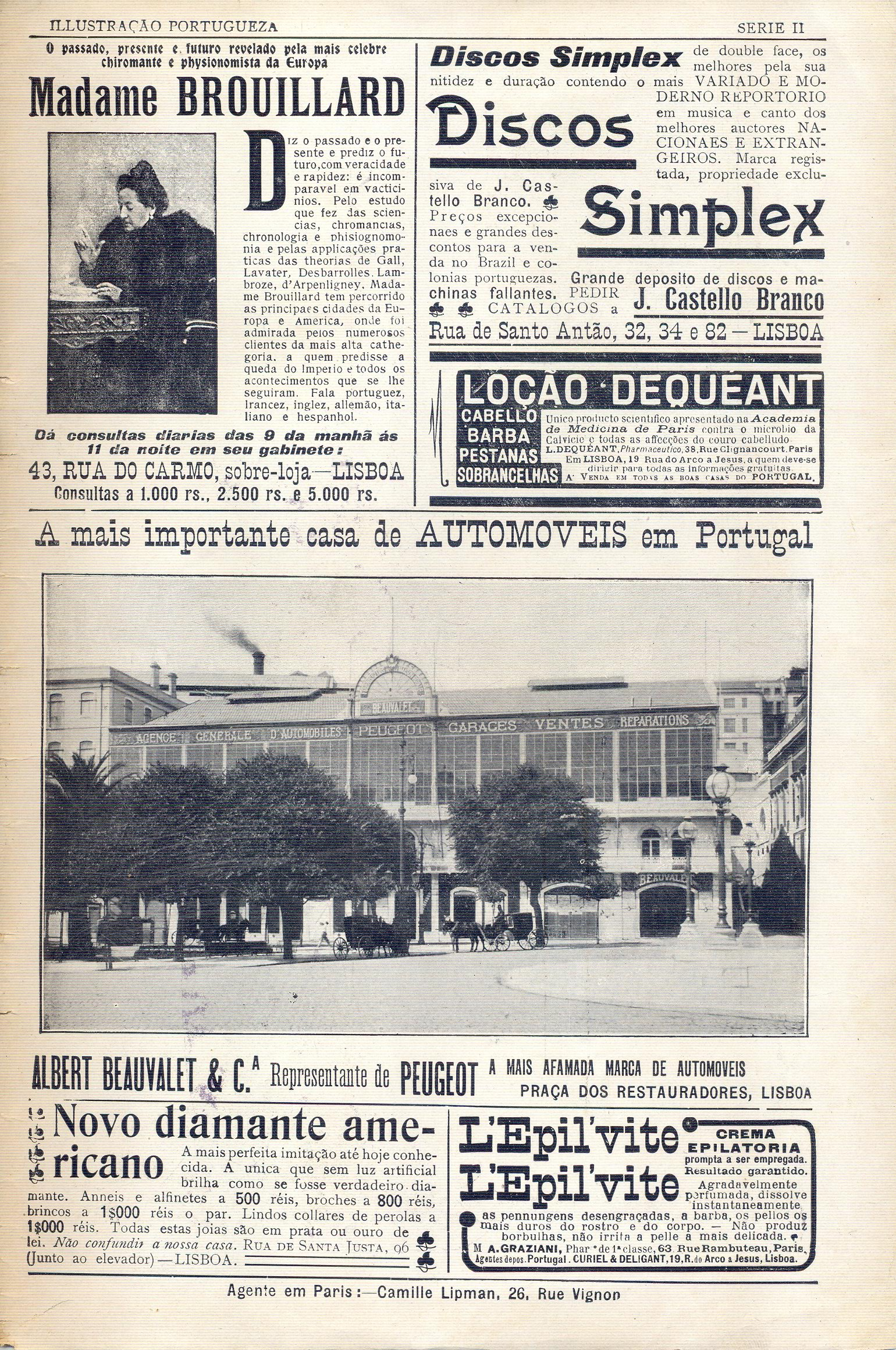
Artigo da revista Ilustração Portugueza, no. 101, sobre a grande abertura da loja de automóveis de Albert Beauvalet na Praça dos Restauradores, em Lisboa (27 de janeiro de 1908)

Em 1899, Ferdinand "Fernando" Baerlein, industrial alemão que dirigia a Empreza Industrial Portugueza criada por Henrique Burnay, convidou o engenheiro francês Albert Beauvalet para dirigir a concepção e produção de um automóvel de fabrico nacional. Após a construção de um modelo, sendo infrutíferas as suas tentativas de rentabilizar a produção em massa do automóvel criado, devido à falta de maquinaria e mão de obra qualificada, em 1902, o engenheiro francês, que passou a residir no país, decidiu criar o seu próprio empreendimento e alugou na Praça dos Restauradores as antigas cocheiras do Palácio da Foz, conhecidas por serem à época cobertas por uma imponente infraestrutura de ferro e vidro e por terem sido o palco do extinto "Grande Museu Universal Artístico Histórico e Olepático" ou ainda da "Grandiosa Galeria Universal Parisiense", passando estas a albergar no rés-do-chão a loja "Agence Général d'Automobiles", conhecida como "Garage Beauvalet", e o primeiro music hall de Lisboa, embora de forma improvisada.
Quatro anos mais tarde, Albert Beauvalet mandou fazer grandes obras no espaço comercial destinado apenas à venda e reparação de automóveis importados, tornando-se no principal representante da marca Peugeot em Portugal. Intitulada "Albert Beauvalet & Cª", a inauguração da nova loja contou com a presença do rei D. Carlos e de Armand Peugeot, fundador da marca francesa de automóveis.

#### Recreios Music-Hall
Em 1909, Albert Beauvalet transferiu o seu stand de automóveis para uma das lojas do Hotel Avenida Palace, sendo no seu lugar e no resto do renovado edifício instalada a casa de espectáculos e divertimento "Recreios Music-Hall", gerida por António dos Santos Júnior, empresário do Real Coliseu de Lisboa e responsável pela primeira sessão animatográfica em Portugal.

### Éden Teatro
Aproveitando as obras realizadas no antigo edifício das cocheiras pelos seus arrendatários ao longo dos anos, em 1913, o seu proprietário, José Rodrigues de Sucena, 2º Conde de Sucena, pediu ao dramaturgo e empresário teatral Luís Galhardo e ao cenógrafo e decorador Augusto Pina para que, juntamente com o arquitecto Guilherme Edmundo Gomes, criassem uma sala de espectáculos mais imponente e ampla do que o conhecido "Teatro Variedades", situado no Parque Mayer.

Realizadas as novas obras do "Éden Teatro", a sala de espetáculos, situada no primeiro andar, com plateia, balcão e capacidade para mais de 2000 espectadores, foi inaugurada a 25 de setembro de 1914, abrindo ao público com a opereta "O Burro do Sr. Alcaide", da autoria de Gervásio Lobato e D. João da Câmara, e interpretações de José Ricardo, Palmira Bastos e Joaquim Costa.

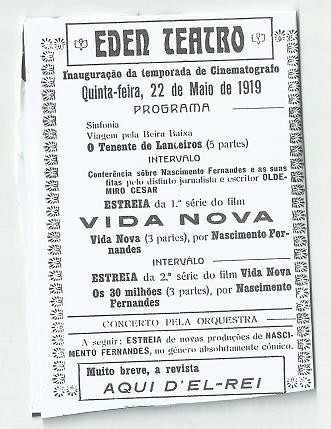
Panfleto publicitário com a programação do Éden Teatro (1919)

Possuindo um terraço, um café concerto, um restaurante e vários salões para a realização de diversos eventos, assim como várias montras de lojas no piso térreo abertas para a Praça de Restauradores, o teatro rapidamente tornou-se num dos mais conhecidos e aclamados espaços culturais lisboetas, sendo o palco de vários sucessos musicais, teatrais e até estreias cinematográficas, tais como as revistas "No País do Tirismo", "Dominó!" (1915), "Às de Oiros" (1917), "Negócio da China" (1920), "Céu Aberto" (1924), "Cozido à Portuguesa" (1927) e "Tic-Tac" (1921), com os atores Carlos Leal, Alberto Ghira e Álvaro de Almeida, as peças "A Pêra de Satanás" (1924) de Eduardo Garrido e "O Rei dos Judeus" (1927) dos dramaturgos João da Silva Tavares e Fernando Carvalho Mourão, os filmes "Tourada de Gala" (1918), produzido pela Lusitânia Film, companhia cinematográfica rival da Invicta Film, "Vida Nova" (1919) de Nascimento Fernandes e "O Pesadelo de António Maria" (1923) de Joaquim Guerreiro, ou ainda o concerto de pianola da cantora soprano Emília Rodrigues e do violoncelista João Passos (1915), entre muitos outros eventos.

### Cineteatro Éden

#### Primeiro projecto
Em 1928, uma vistoria da Inspecção Geral dos Teatros detectou várias anomalias e infracções perigosas no Éden Teatro, obrigando o seu proprietário a fechar o espaço até essas questões de segurança estarem resolvidas. Assim sendo, em 1929, Cassiano Branco foi então chamado a realizar alguns desenhos para a renovação do teatro existente, que consistia na introdução de pavimentos em betão nos 1.º e 2.º piso, na reformulação da fachada, imprimindo um novo estilo de arte decorativa, denominado de art déco, e ainda na alteração da localização da entrada, o que provocava uma certa perturbação na leitura geral do edifício. 

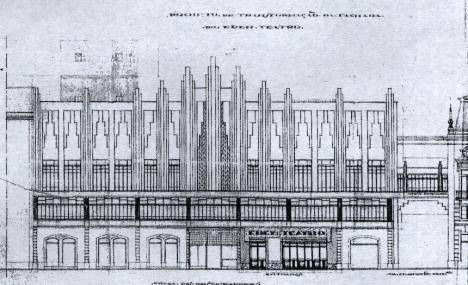
Desenho da primeira proposta de Cassiano Branco para a remodelação do Cineteatro Éden (1930)

As grandes alterações deram-se com o primeiro estudo de ampliação do edifício, proposta que viria a ser realizada um ano depois, em 1930, sendo demolido o edifício anterior e estabelecido uma ruptura de escala, pelo aumento do volume de construção e introdução de um novo desenho de fachada, mantendo contudo toda a estrutura e as lojas do piso térreo. Esta alteração pressupunha a ideia de construção de um grande contentor que no interior abria a possibilidade de recriação, a par com o teatro, do novo mundo cinematográfico.
Contemplando o seu novo papel como sala de cinema, na proposta apresentada existiam contudo vários problemas de logística e praticabilidade, tais como o dimensionamento das entradas e saídas para o elevado número de pessoas que poderia comportar uma sessão ou o posicionamento do local da bilheteira, que deveria ser efectuada no átrio de entrada, mas devido à necessidade inicial de manter os estabelecimentos do rés-do-chão e à falta de cooperação dos seus proprietários em ceder parte do seu espaço comercial, este acesso teria de ser realizado por um sistema de escadas de grande complexidade, dificultando consequentemente a tarefa de criar no átrio de ingresso, com duplo pé-direito, volume suficiente para uma entrada monumental, como se desejava.

#### Segundo projecto
O segundo estudo de ampliação produzido por Cassiano Branco, em 1931, tornou-se no mais arrojado, tendo o arquitecto proposto algo mais abstracto, sintonizado com a problemática da luz e do vidro tal como debatiam, à época, os expressionistas alemães.

Desenho da segunda proposta de Cassiano Branco para o Cineteatro Éden (1931)

Composto por uma arquitectura de sólidos puros e cilindros de luz que intersectavam uma superfície plana, coroada nas extremidades por altas lanternas, a nova proposta acentuava ainda mais o aumento da cércea. Os desenhos de Cassiano Branco revelavam assim o espírito do movimento gerado pelas novas salas de espectáculo, em particular as de cinema, tentando acompanhar a imponência que muitas possuíam em várias cidades europeias e norte-americanas. Encontrando-se o cineteatro numa das áreas mais centrais e modernas de Lisboa, a ideia de uma capital portuguesa em sintonia com os tempos modernos era algo intrínseco no seu projecto. A fachada dinâmica e peculiar, não evidenciava no entanto que o edifício se destinaria a um cinema, não existindo por exemplo painéis de divulgação das películas em exibição, os quais apenas mais tarde foram equacionados, já sem a participação de Cassiano Branco. Nesta fase do processo, o ingresso principal diluía-se numa faixa quase contínua de montras, rematada por um friso saliente, com espessura acentuada e revestida a pedra.

#### Projecto final
Em 1933 o projeto final foi finalmente entregue na Câmara Municipal de Lisboa. Contudo, devido a divergências criativas com o proprietário do espaço, Cassiano Branco desvinculou-se do processo, deixando o seu termino nas mãos do arquitecto Carlos Florêncio Dias, que o assinou, após ter trabalhado em conjunto com o arquitecto Francisco Cunha, os engenheiros Tavares Cardoso, Mariano Fernandes, Venceslau Casais, o escultor Leopoldo de Almeida, o pintor Pedro Martins e o chefe de electricista Florentino Martins. Conservando alguma relação com as propostas anteriores, o edifício foi mantido na escala desejada, os espaços comerciais encontravam-se ao nível do piso térreo, as lanternas laterais pontuavam o edifício, o corpo de janelas permanecia acima do piso de entrada e ainda existia uma vaga memória dos pujantes cilindros de luz que compunham a fachada desenhada por Cassiano Branco. A sua solução para a funcionalidade interna do espaço foi apesar de tudo mantida na generalidade, nomeadamente através dos vários acessos para a sala de espectáculos. Cassiano Branco, o arquiteto nunca reivindicou a sua autoria, embora esta evidência seja unânime entre os estudiosos da sua obra.

#### Construção

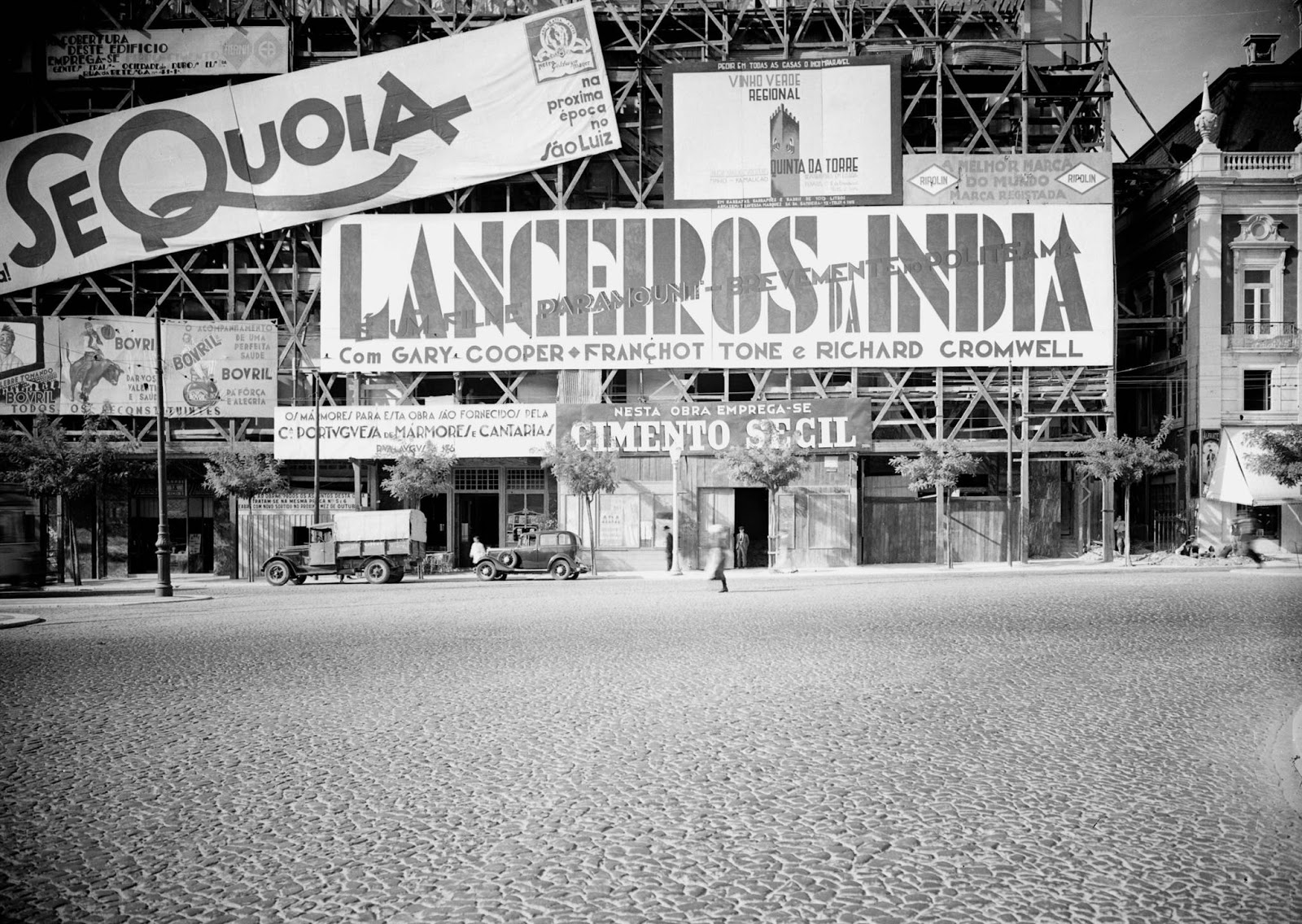
Fotografia do Cineteatro Eden durante a sua construção (1935)

Sendo demolido o antigo edifício do Éden Teatro em 1930, a construção, que contava com 400 trabalhadores, durou vários anos, tendo tido períodos sem qualquer intervenção e outros de grande azáfama, sendo realizadas várias alterações no projecto até 1937, ano em que se completou a obra.
Contemplando as novas normas de segurança, foi-lhes imposto realizar um reforço de alvenaria na muralha adjacente aos terrenos da Companhia dos Caminhos de Ferro Portugueses e a construção de paredes duplas no seu interior, criando assim acesso para as escadas dos bombeiros, tendo o cineteatro saído beneficiado, nomeadamente na acústica, deixando de se ouvir as locomotivas enquanto passavam ou qualquer outro som proveniente do exterior.

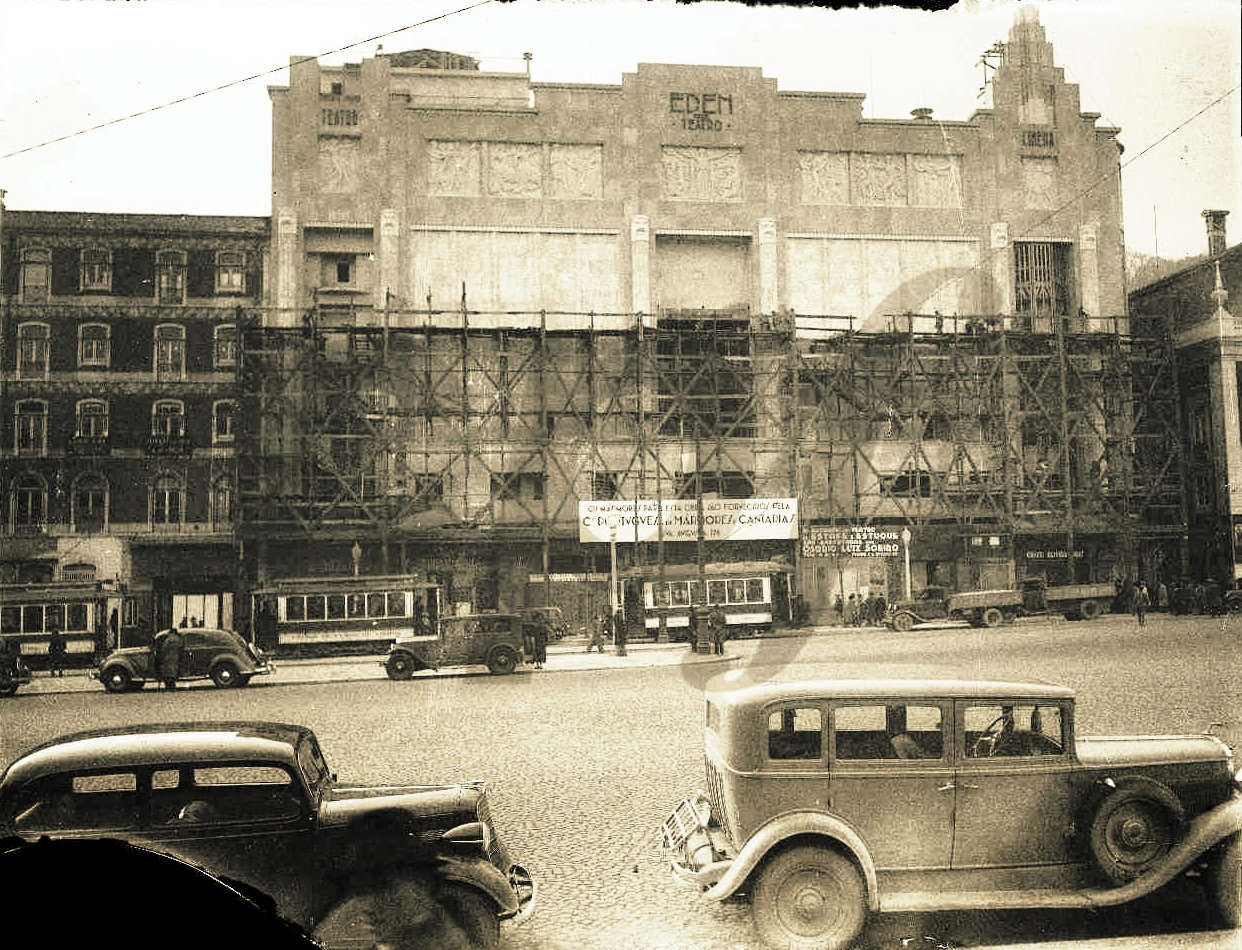
Fotografia do Cineteatro Eden durante a sua construção (1935)

No seu interior, do piso de entrada partiam cinco escadas, uma central, geminada, que se desdobrava quando chegava à fachada norte, e quatro laterais, duas a sul e duas a norte. A primeira era de acesso directo ao primeiro balcão, com 244 lugares, e aos camarotes, e as duas do lado sul de acesso à plateia, com 814 lugares, através do grande bar do andar intermédio, que foi imposto pela necessidade de se criar um sub-palco, um foyer e ainda várias salas de administração, existindo paralelamente o escritório do conde de Sucena que, segundo o arquitecto Frederico Valsassina, responsável pela sua remodelação nos anos 90, possuía um armário que se abria para uma casa-de-banho privada e para os camarins das coristas, perpetuando os mitos de corredores e paredes secretas, tal como na história "O Fantasma da Ópera". O balcão geral, com 454 lugares, era servido por duas escadas de dois metros de largura, que se desenvolviam dentro de dois corpos cilíndricos nos extremos da fachada norte, existindo ainda nesse mesmo espaço dois elevadores com acesso a todos os pisos. As entradas de serviço eram então criadas nos extremos da fachada da Praça dos Restauradores e no fundo da passagem da Rua do Anuário Comercial, sendo a fachada lateral feita em pedra tratada com despojamento, sem ornamento, mas com um carácter modernista, de grande verticalidade, enquadrando-se no conjunto, como reminiscência do último desenho de Cassiano Branco. As várias circulações, colocadas nas margens da planta, permitiam assim ganhar o máximo de espaço possível para a sala de espectáculos com plateia, três balcões e um palco.

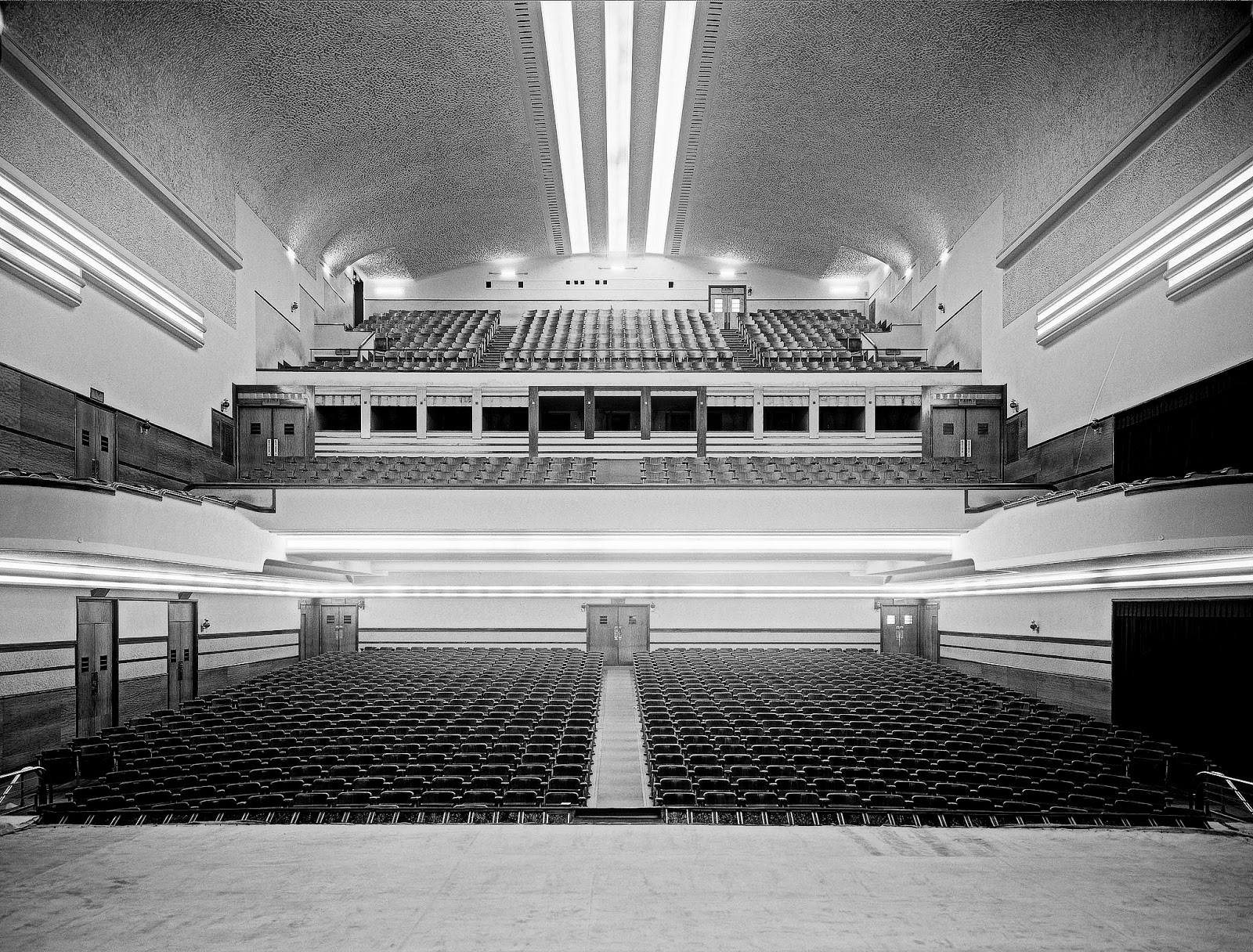
Sala de espectáculos do Cineteatro Éden (1937)

Ainda no seu interior, a ampla sala de espectáculos não possuía quaisquer efeitos decorativos de estuque, sendo as suas paredes, revestidas por painéis de madeira preciosa do Brasil, cuidadosamente pintadas com cores tranquilas e suaves, em tons de marfim velho, e a sua iluminação realizada através de sancas de luz indirecta provenientes do tecto e das paredes laterais. Possuindo ainda uma curvatura do tecto, que proporcionava uma melhor acústica do espaço, o espaço tinha também aquecimento durante o Inverno e refrigeração no Verão, devido à instalação de um turbo-ventilador alimentado por um transformador eléctrico na cave. A disposição das cadeiras obedecia à forma curva da caixa da orquestra, para melhor visibilidade.
Em 1934, dois novos elementos foram adicionados durante a construção, tendo sido encomendados ao escultor português Leopoldo de Almeida dez baixos-relevos de inspiração bourdelliana para um friso na fachada do cineteatro e sido colocada uma chapa de ferro no seu topo para fins publicitários.

#### Estreia

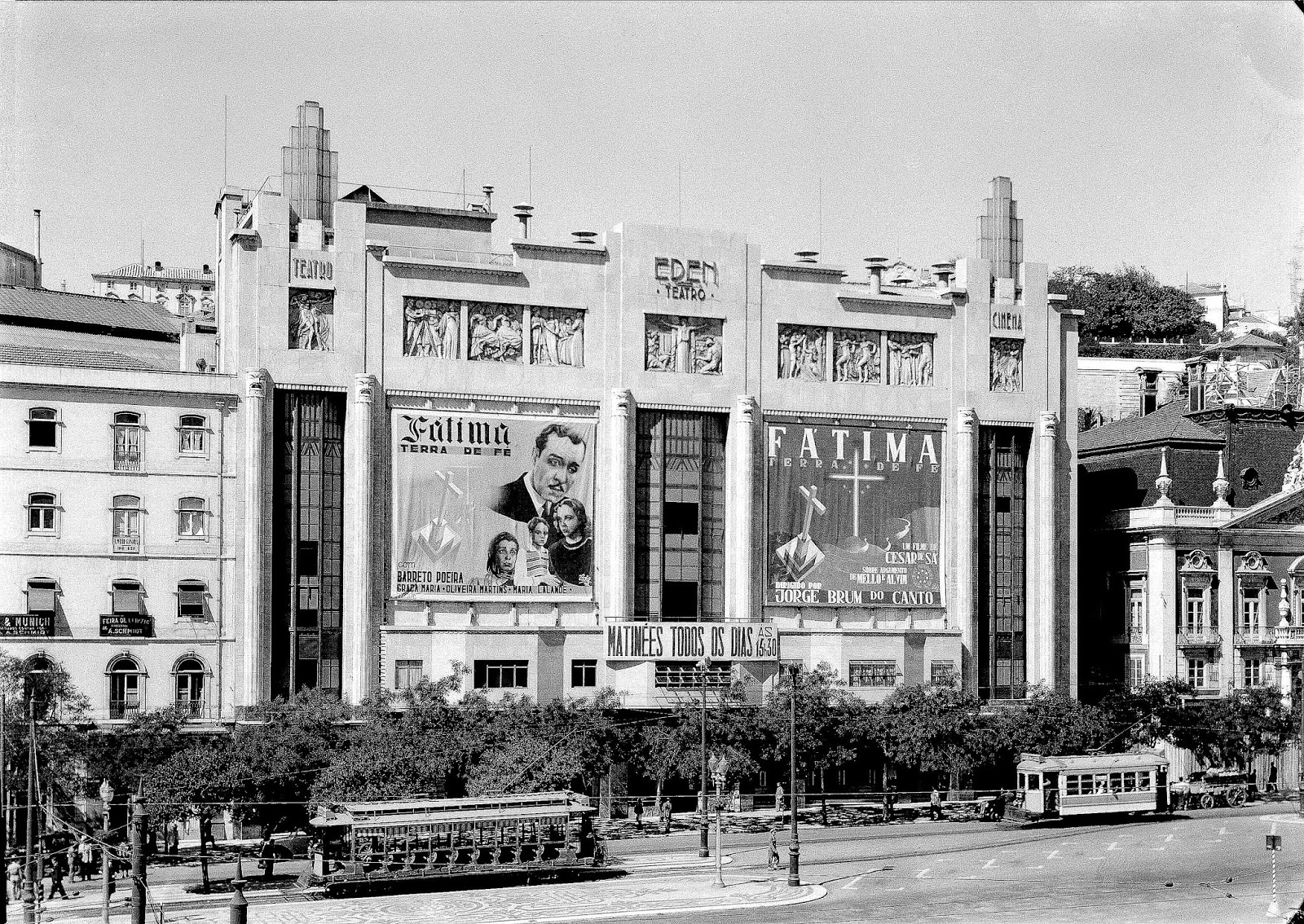
Fachada do Cineteatro Éden (1943). Em cartaz, o filme "Fátima, Terra de Fé" do realizador Jorge Brum do Canto, com Barreto Poeira, Graça Maria, Eduardo Oliveira Martins e Maria Lalande.

Inaugurada a 1 de abril de 1937, a concepção da grande sala de espectáculos de Lisboa, com capacidade total para 1440 espectadores, foi atribuída a Cassiano Branco, apesar de este nunca a ter reivindicado. Na cerimónia de abertura, que contou com a presença do chefe de estado General Óscar Carmona, foi apresentada a opereta "Bocage" de Lopo Lauer, Stelio Gil e Frederico de Brito, com interpretações de Estêvão Amarante e Maria Paula.

#### Período de Actividade
Apenas sendo apresentadas mais duas peças de revista após a sua estreia, o teatro converteu-se a tempo inteiro numa sala de cinema. Por esta ocasião, o "Novo Éden Teatro" passou a ser referido como "Cineteatro Éden", conseguindo, durante a Segunda Guerra Mundial, tornar-se no cinema mais concorrido da capital portuguesa.

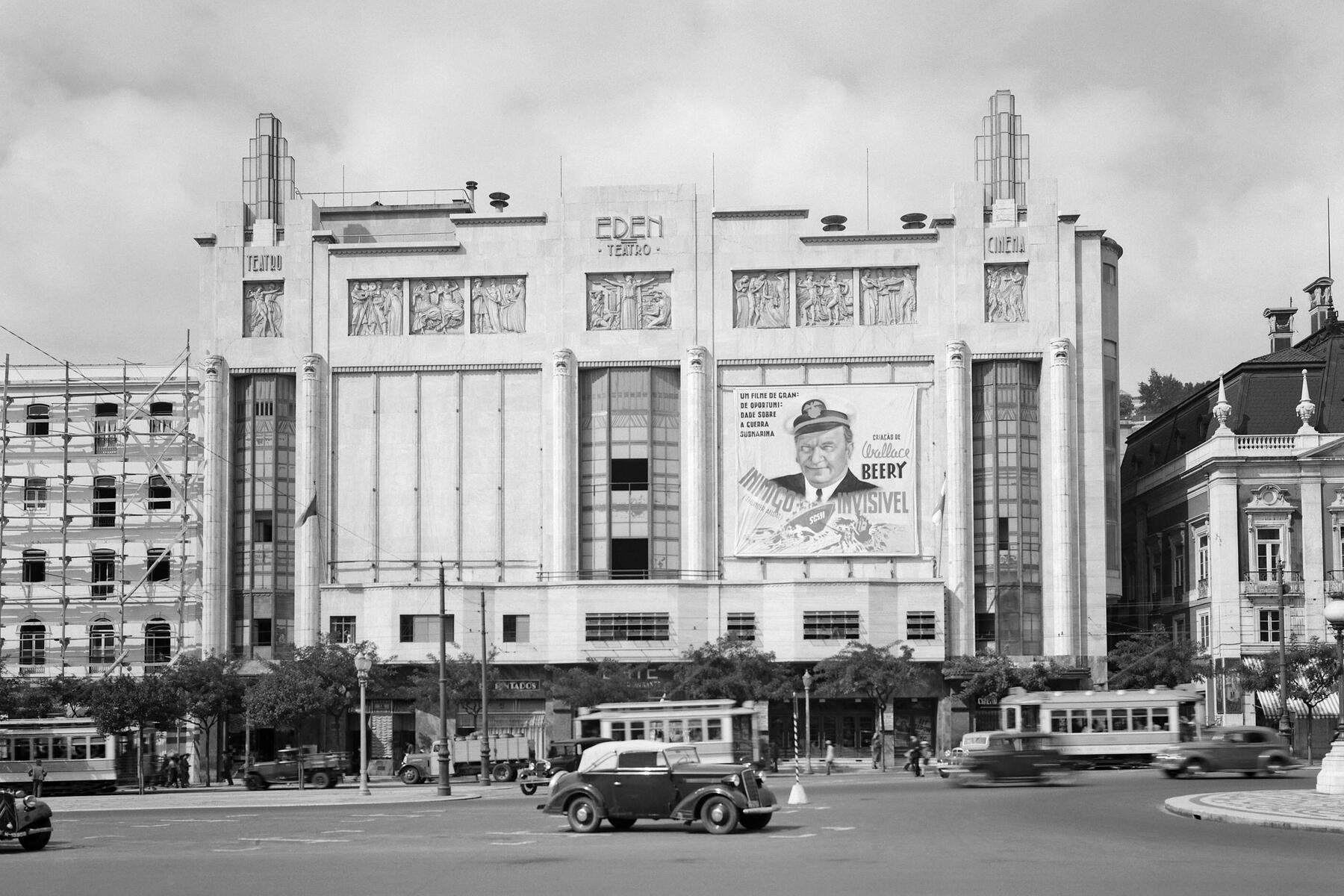
Fachada do Cineteatro Éden (1940). Em cartaz, o filme "O Inimigo Invisível" ("Thunder Afloat") do realizador George B. Seitz, com Wallace Beery, Chester Morris e Virginia Grey.

Durante a década de 1940 e 1950, existindo na mesma área urbana vários concorrentes comerciais, como as salas de espectáculo do "Teatro Politeama", "Teatro da Trindade", "Teatro Nacional D. Maria II", "Teatro da Avenida" ou do "Cinema São Jorge", "Cinema Condes" ou ainda o "Cinema Restauradores", que era adjacente ao Éden, o Cineteatro Éden voltou a ser o palco de algumas peças de teatro, sobretudo infantis, e realizou novas obras, tentando cativar o seu público com três salas de espectáculos, em vez de apenas uma. Ainda possuindo uma planta rectangular, com acentuada horizontalidade, cobertura em terraço e a conhecida fachada principal, pontuada por amplas entradas revestidas a mármore e o conjunto horizontal de três altas janelas abertas num pano de parede em ressalto, de vão rectangular, sendo as laterais mais altas que a central, este espaço passou a ser preenchido por uma quadrícula de ferro e vidro, ladeada por pilastras coroadas por máscaras, e os espaços entre as janelas a ser preenchidos por dois grandes panos, sensivelmente quadrados e recuados, onde eram afixados os cartazes dos filmes em exibição. Na prumada da janela central, o pano de parede projectava-se, de forma escalonada, acima da cimalha, quebrando-a, sendo o edifício coroado por um painel esculpido com o nome do cinema em letras estilizadas.

#### Encerramento
Anos mais tarde, durante os anos 80, o cineteatro começou a entrar em declínio, sendo frequentes os episódios de violência à sua entrada, impulsionados maioritariamente pelos efeitos nocivos da noite lisboeta que marcaram esse período na história da Baixa de Lisboa, sendo fortemente pontuada então pelos abusos de substâncias ilícitas, crime e prostituição.
Passando dos filmes clássicos da era de ouro do cinema americano para os filmes do género western, artes marciais e de série B, a 31 de janeiro de 1989 realizou-se a última sessão de cinema no Cineteatro Éden com o filme "Os Deuses Devem Estar Loucos II" de Jamie Uys.

### Pós-fecho
Adquirido em 1989 pelo Grupo Amorim, o edifício permaneceu durante anos encerrado, não se sabendo inicialmente quais seriam os planos do grupo económico para com o edifício histórico, somente abrindo portas por breves semanas em 1991, quando se realizou uma exposição de homenagem à obra de Cassiano Branco, organizada pelo arquitecto Henrique Cayatte. 
Anos mais tarde, em 1995, tiveram lugar obras de requalificação e alteração do espaço do cineteatro, projectadas pelos arquitectos Frederico Valssassina e George Pancreach, dando lugar nos pisos superiores a um hotel. Fruto das obras realizadas, combinando elementos modernos com os de traça original, quase todo o seu interior foi alterado, tendo no entanto sido deixada a sua fachada intacta e a área que dava lugar à entrada do antigo anfiteatro, transformado num pátio arborizado. Pela mesma ocasião, no piso térreo foi concessionado o espaço comercial disponível para uma das primeira lojas de música do grupo Virgin em Portugal, permanecendo o espaço em atividade até 2001.
Posteriormente, já no início do século XXI, tendo sido deixadas as lojas do piso térreo ao abandono durante anos, sendo alvo de vandalismo por várias ocasiões, o espaço foi ocupado pelos serviços da Loja do Cidadão, encerrando em 30 de dezembro 2013, e ainda algumas lojas de marcas de roupa internacionais. Atualmente os pisos superiores funcionam com um apart-hotel de classe executiva.

## Galeria

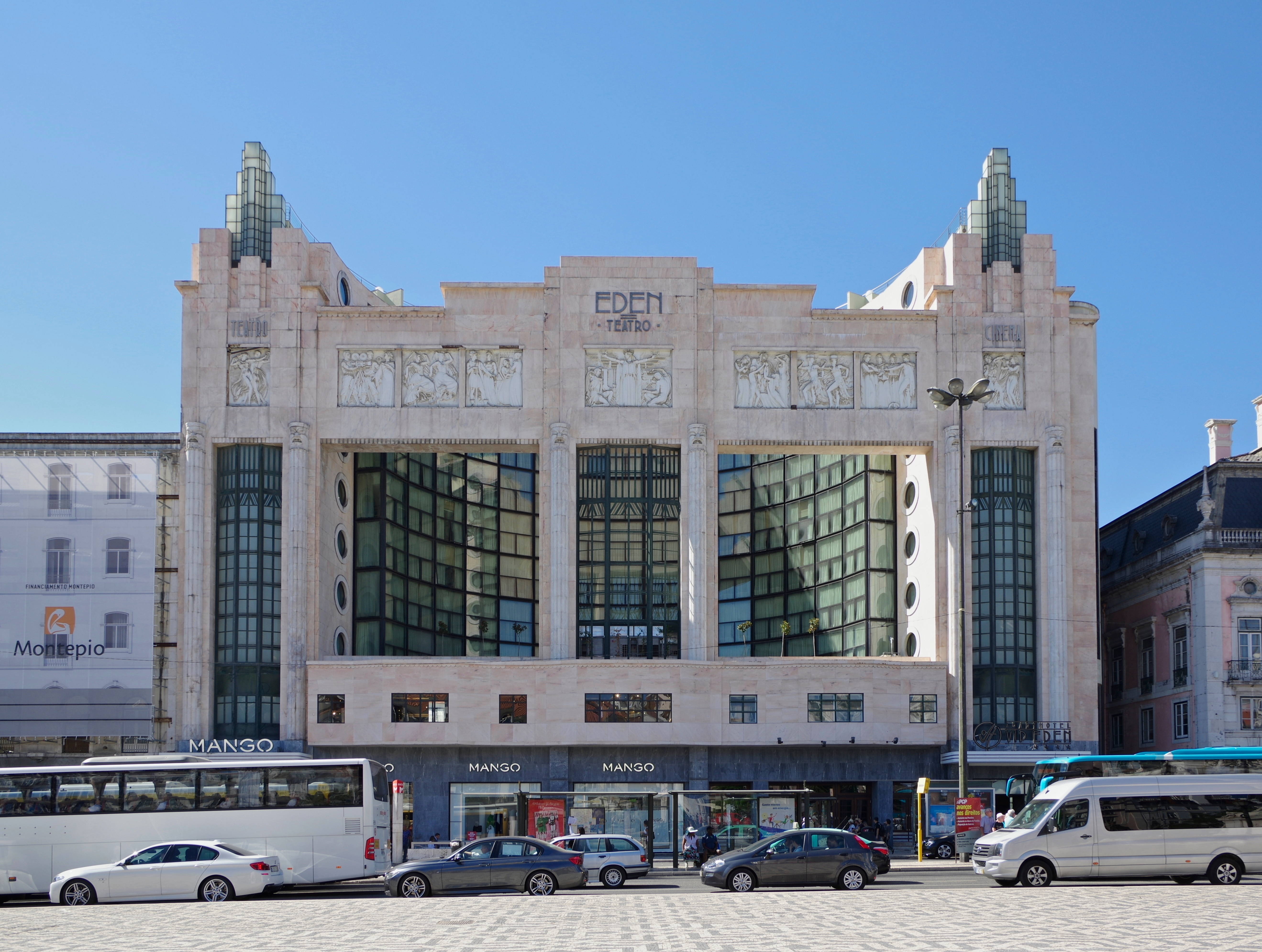
Fachada principal
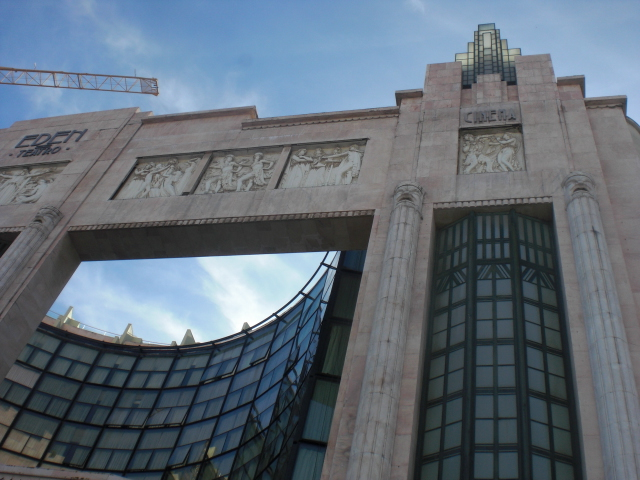
Fachada principal
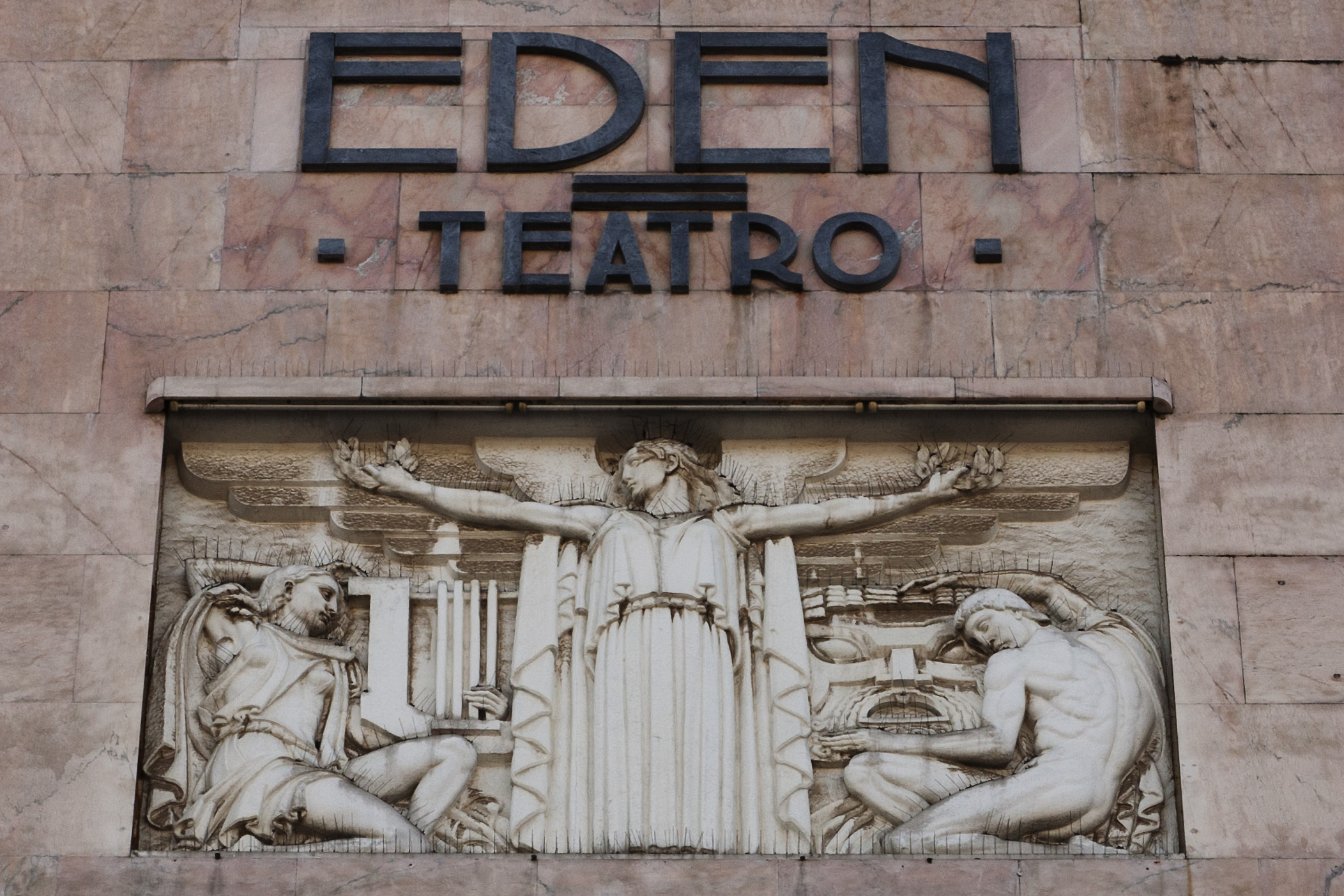
Fachada principal
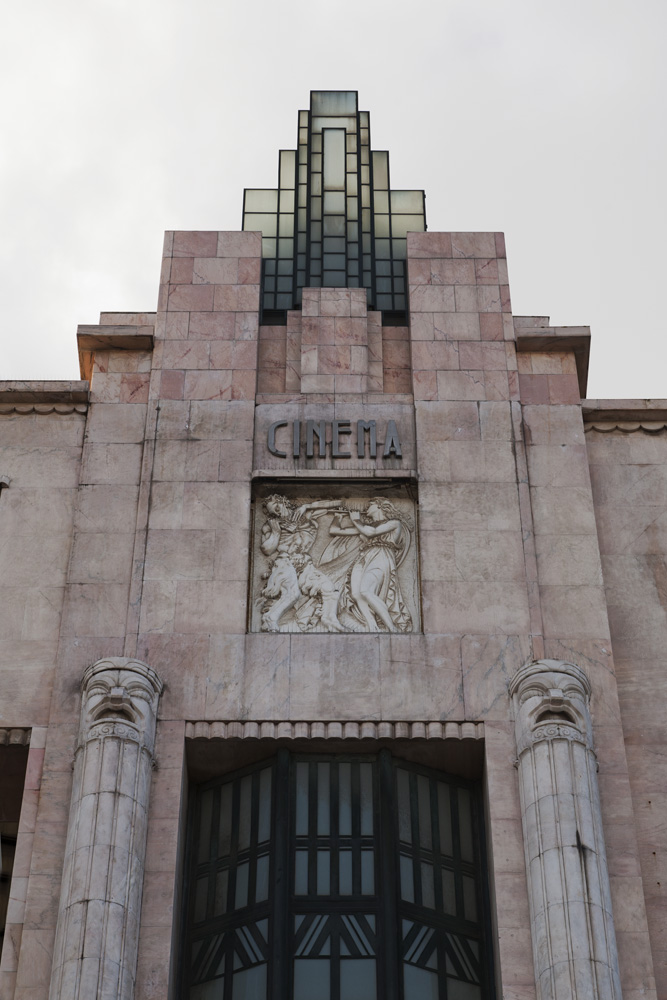
Fachada principal
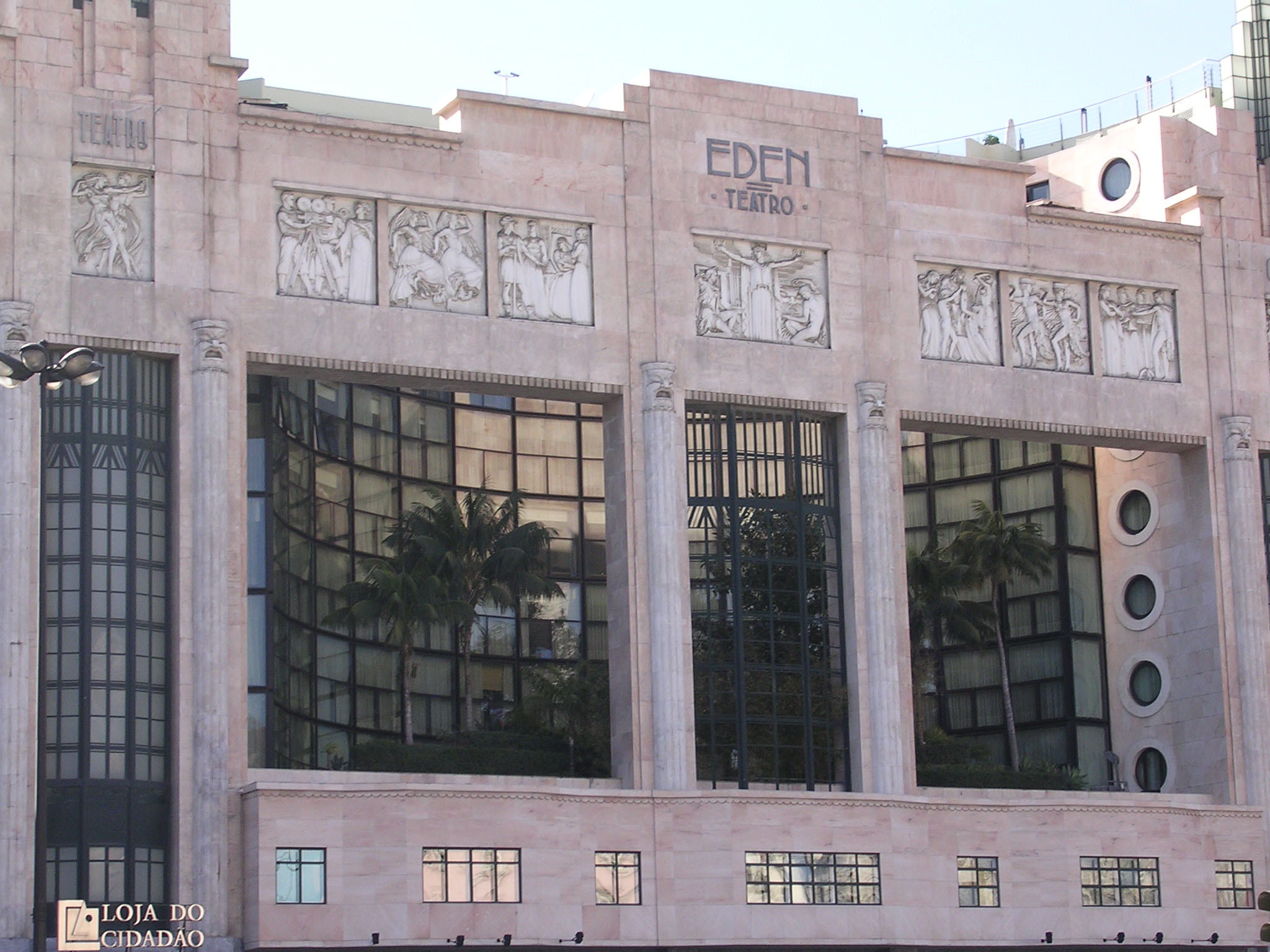
Fachada principal
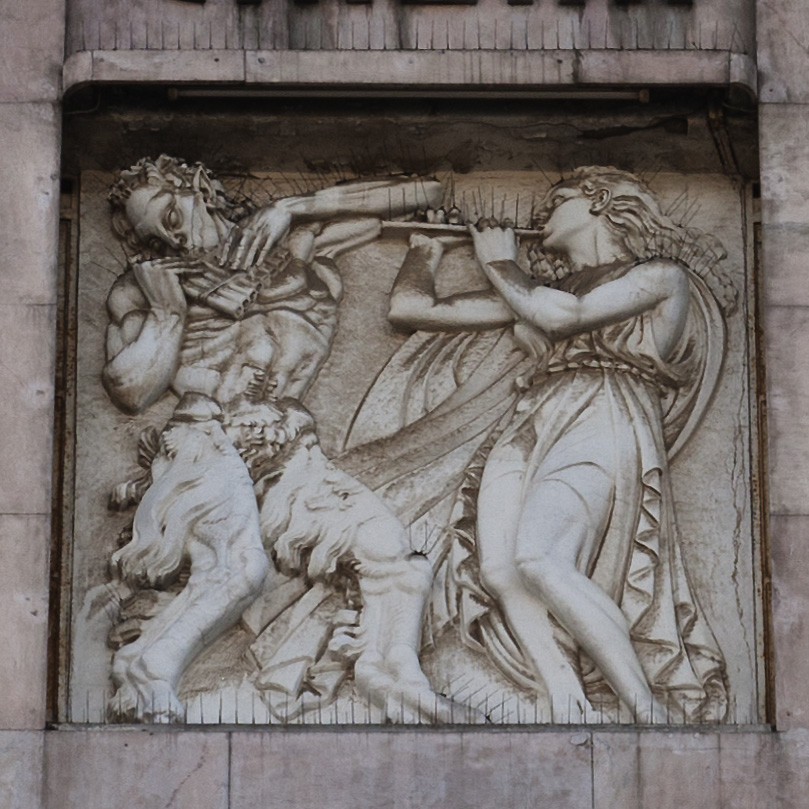
Baixo-relevo na fachada
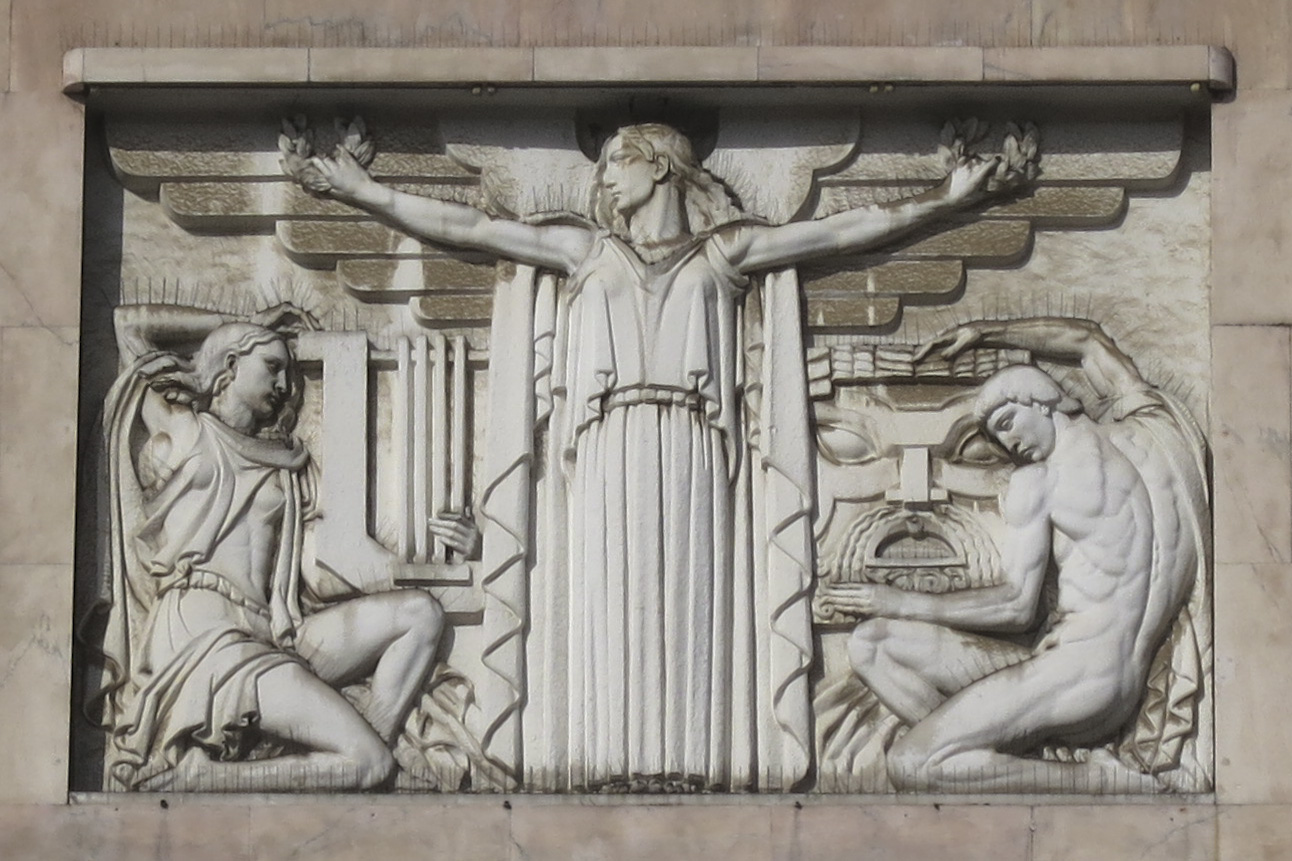
Baixo-relevo na fachada
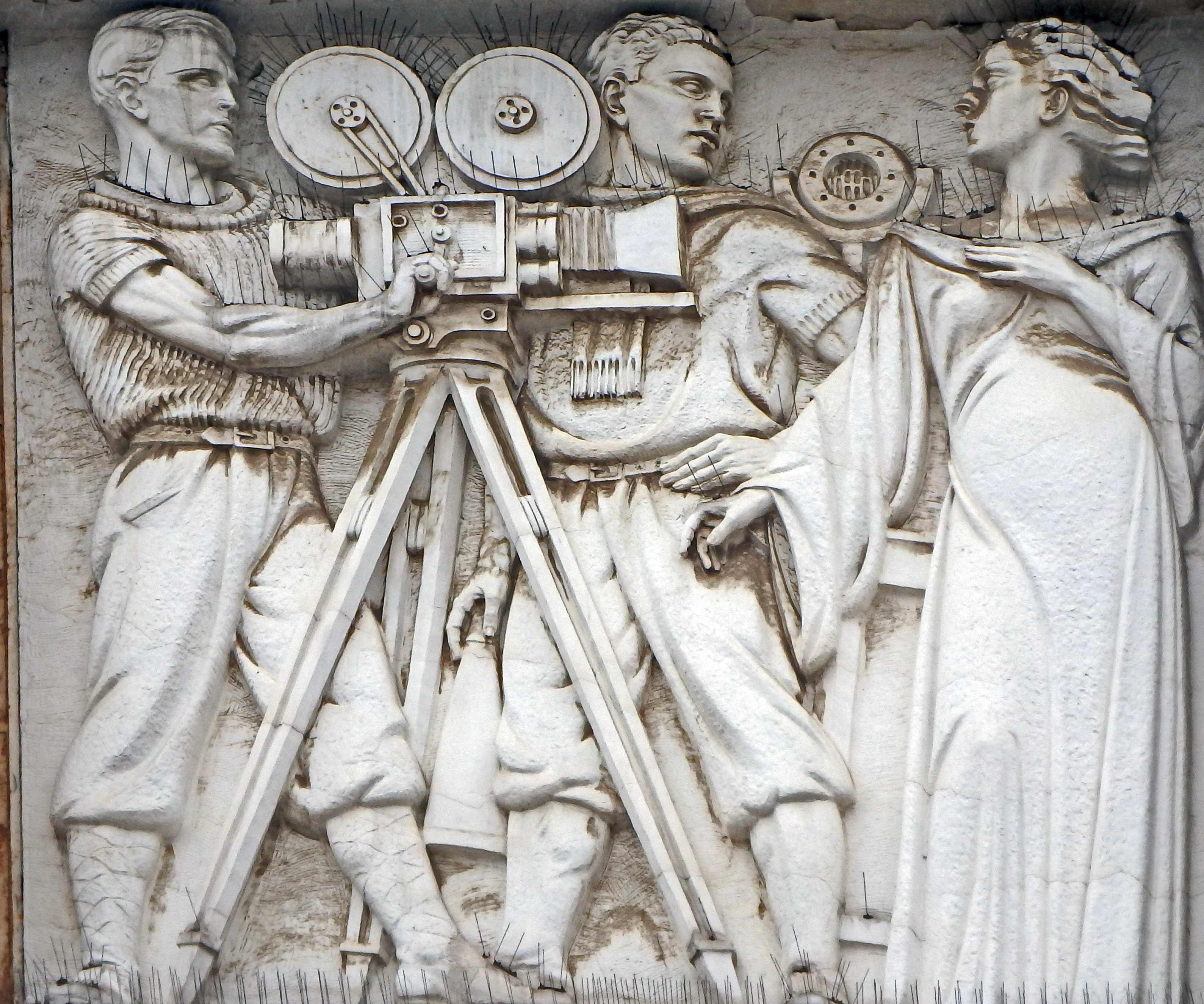
Baixo-relevo na fachada
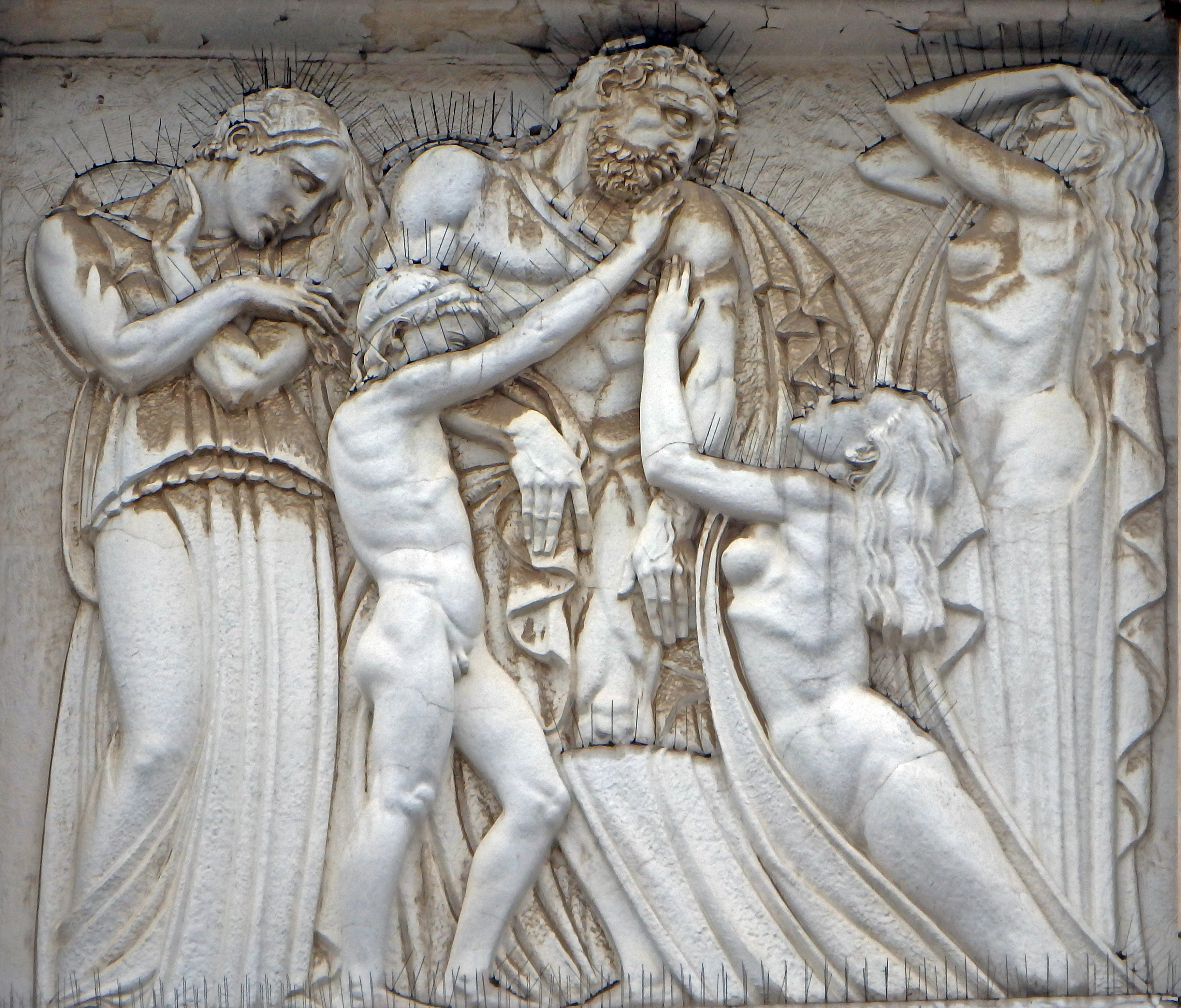
Baixo-relevo na fachada
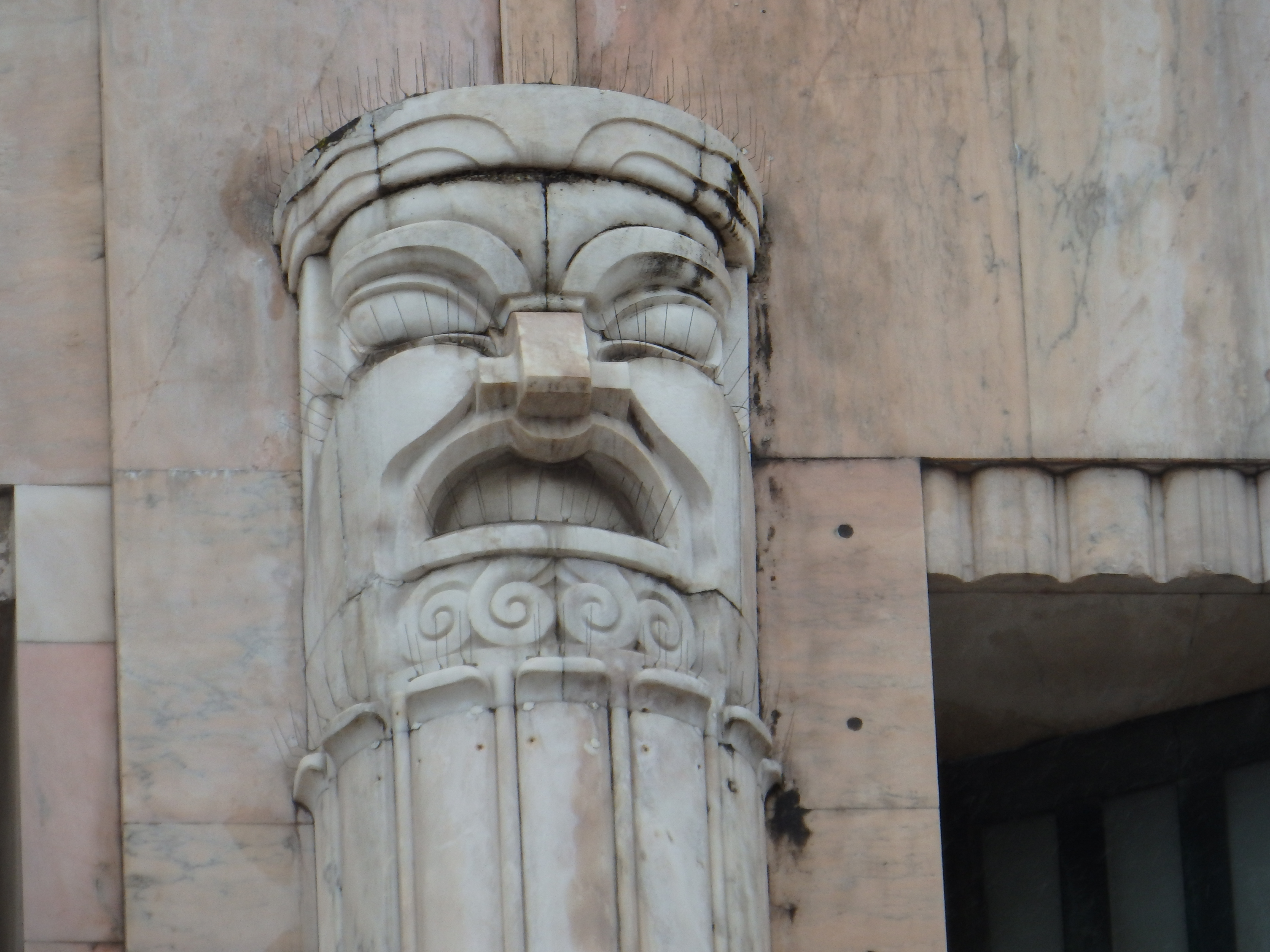
Máscara na fachada
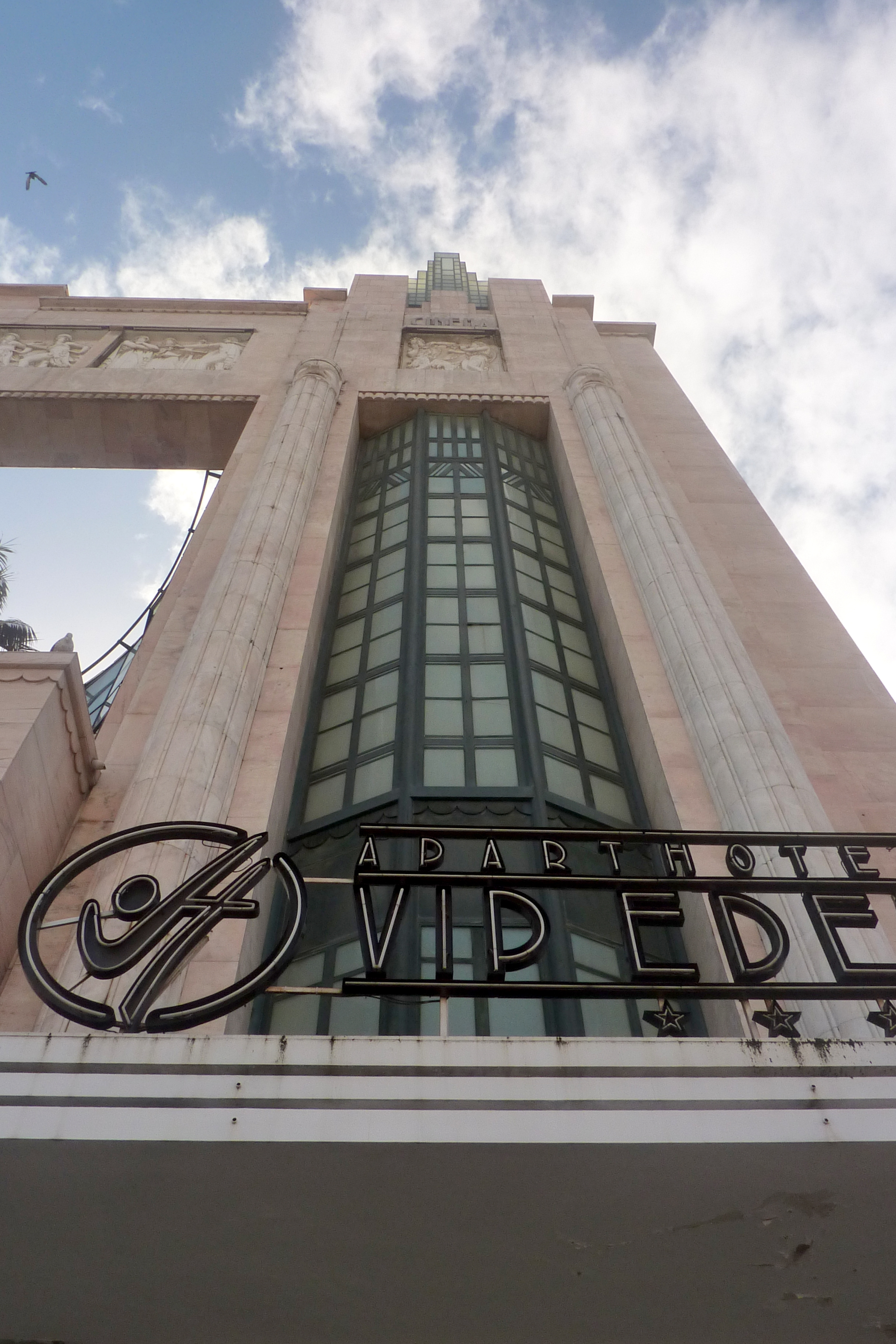
Entrada do Hotel
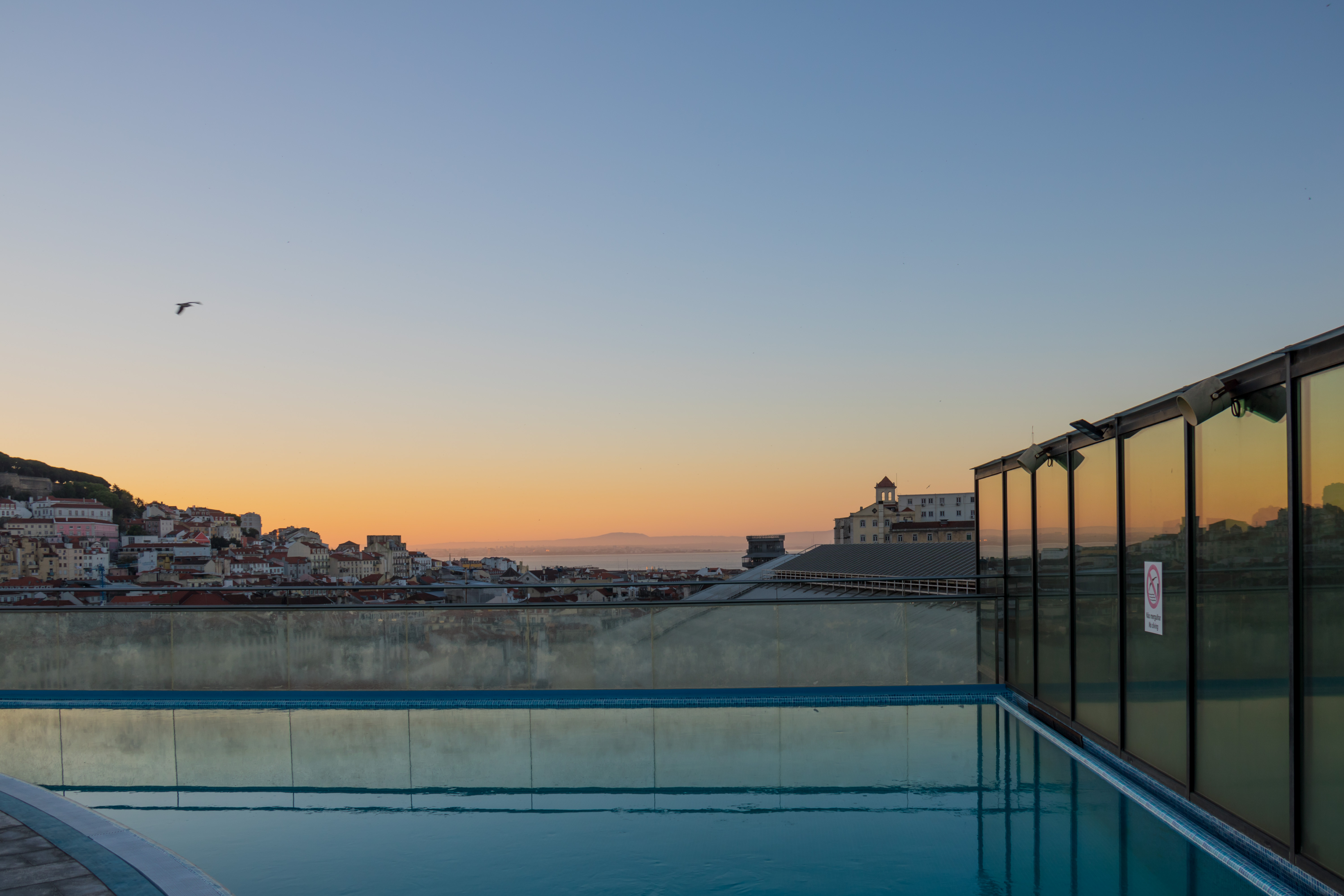
Vista panorâmica do terraço
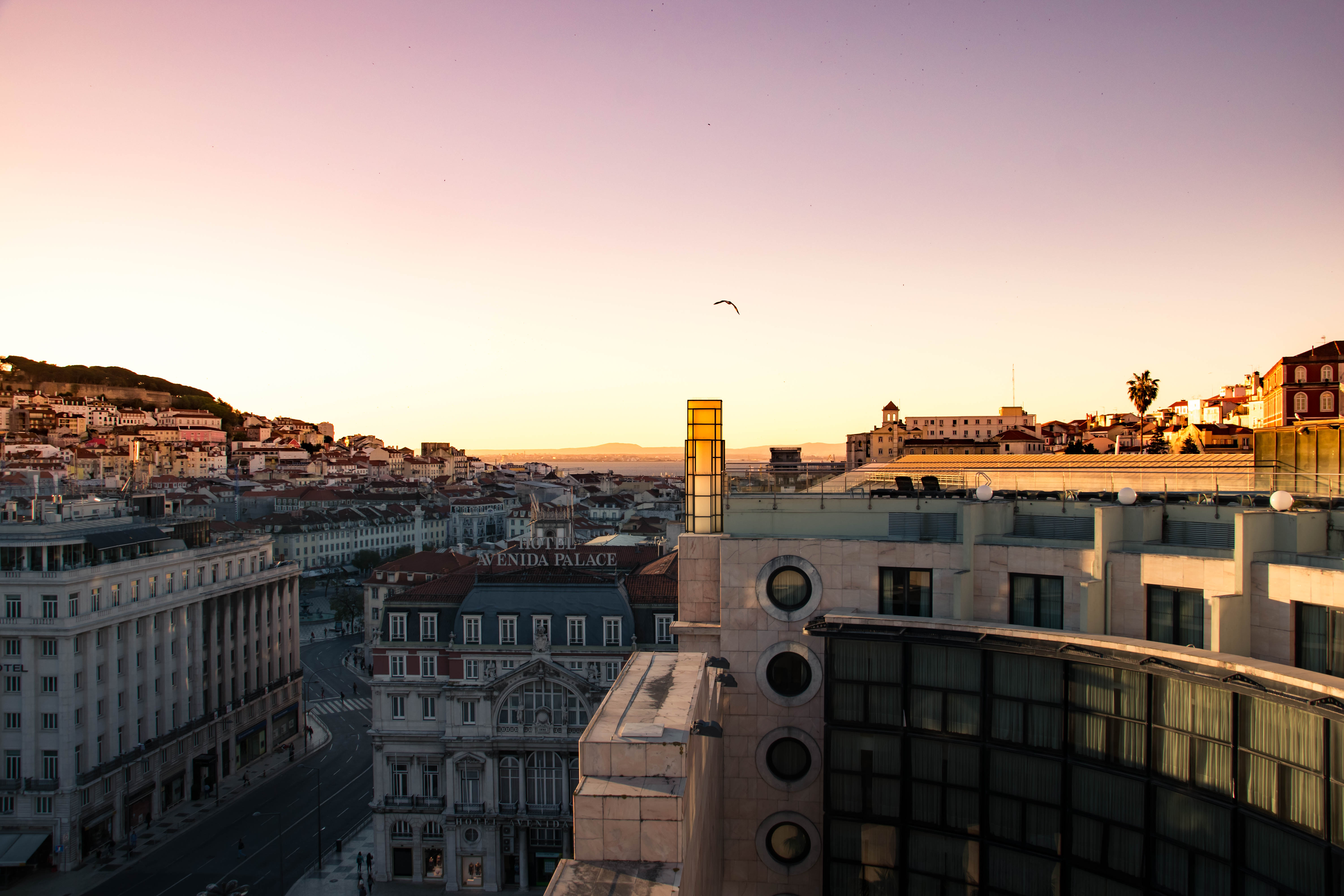
Vista panorâmica do terraço
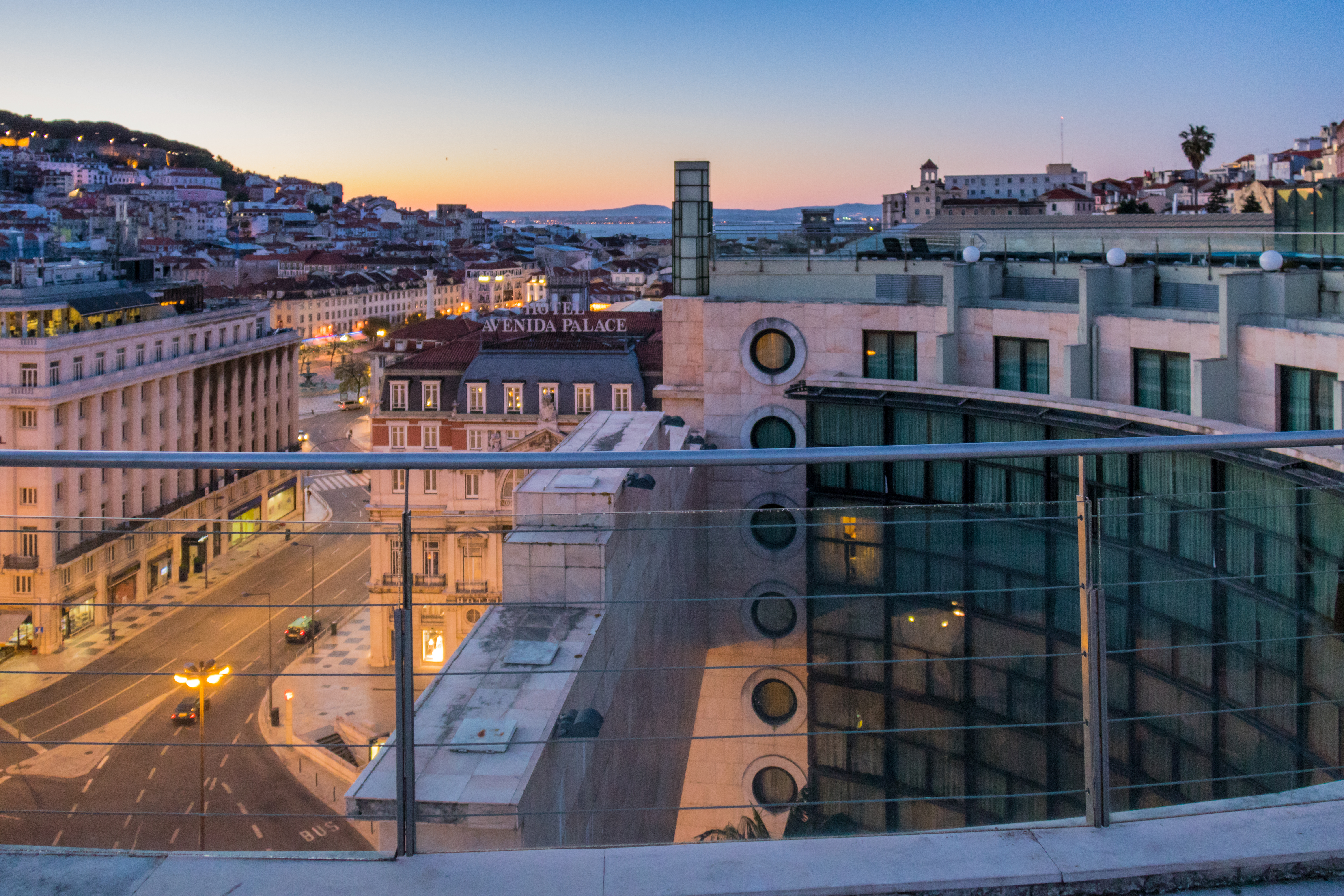
Vista panorâmica do terraço
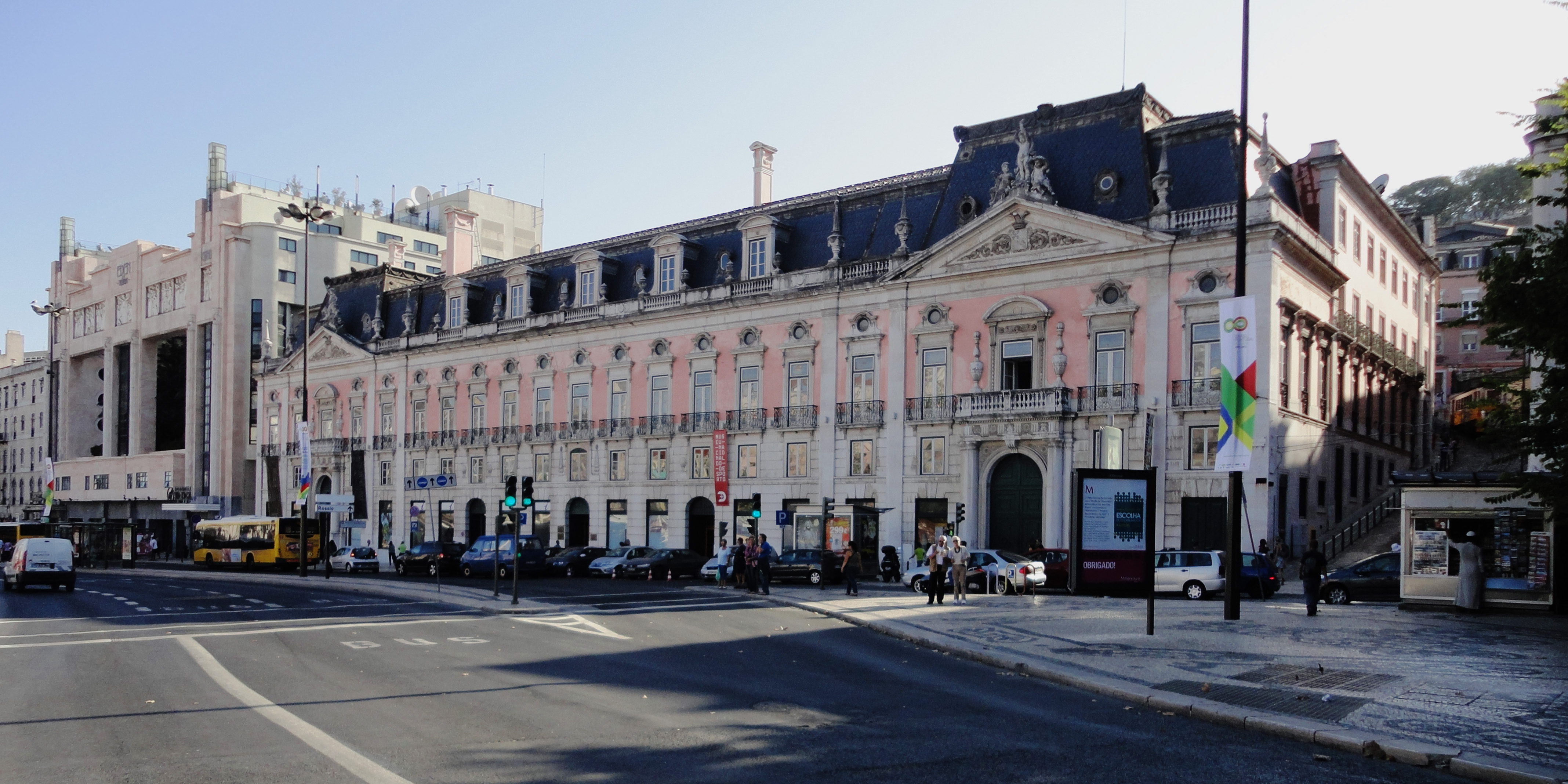
Cineteatro Éden e Palácio da Foz
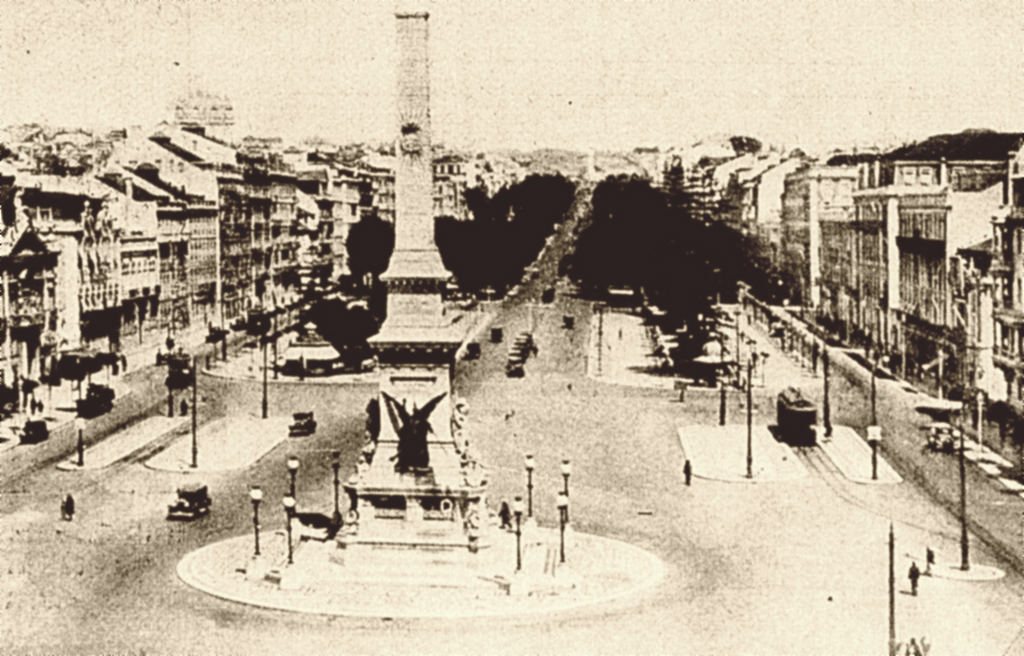
Praça dos Restauradores (1933)
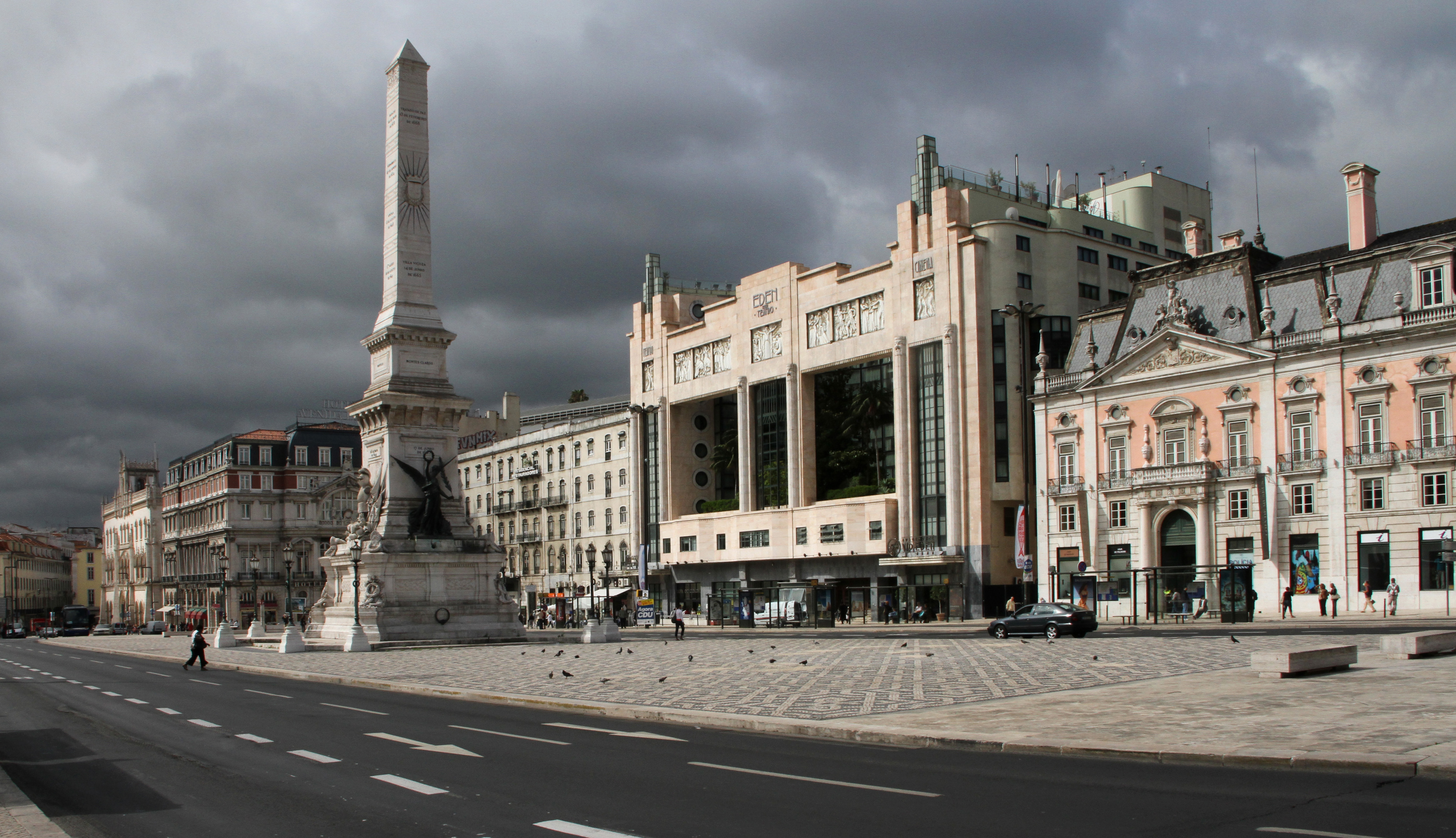
Praça dos Restauradores (século XXI)